# Magdalena Álvarez de Seminario
Magdalena Álvarez de Seminario foi uma política argentina. Ela foi eleita para a Câmara dos Deputados em 1951, como uma das primeiras mulheres parlamentares na Argentina.

## Biografia
Nas eleições legislativas de 1951, foi candidata pelo Partido Peronista em Buenos Aires e foi uma das 26 mulheres eleitas para a Câmara dos Deputados. Ela permaneceu no cargo até que a Câmara foi dissolvida, como resultado da eclosão da Revolução Libertadora em setembro de 1955.